# K-Ci & JoJo
Кей-Си и Джо́джо (англ. K-Ci & JoJo) — американская музыкальная группа, работающая в жанре R&B. В составе два брата — Седрик Хейли (по прозвищу Кей-Си) и Джоэл Хейли (по прозвищу Джоджо).
Оба прославились в первой половине 1990-е годы как участники высоко котировавшейся в музыкальных чартах группы Jodeci (в состав которой помимо них входили Дональд и Дэлвин Дегрейты по прозвищам Деванте Свинг и Дэлвин).
В конце 1990-х годах годов три песни дуэта — «You Bring Me Up» (1997), «All My Life» (1998), «Tell Me It’s Real» (1999) — достигали в США первой десятки жанрового ритм-н-блюзового чарта журнала «Билборд». Причём их самая популярная песня «All My Life» в начале 1998 года побывала на 1 месте и ритм-н-блюзового чарта «Билборда», и его главного (всежанрового) чарта Billboard Hot 100.

## Дискография
См. статью «K-Ci & JoJo discography» в англ. разделе Википедии.

## Награды и номинации

### American Music Awards
| Год  | Номинируемая работа | Категория                   | Результат |
| ---- | ------------------- | --------------------------- | --------- |
| 1999 | K-Ci & JoJo         | Favorite R&B Band/Duo/Group | Победа    |
| 2000 | K-Ci & JoJo         | Favorite R&B Band/Duo/Group | Номинация |

### Blockbuster Awards
| Год  | Номинируемая работа | Категория        | Результат |
| ---- | ------------------- | ---------------- | --------- |
| 1999 | K-Ci & JoJo         | Best Group — R&B | Победа    |

### Grammy Awards
| Год  | Номинируемая работа | Категория                              | Результат |
| ---- | ------------------- | -------------------------------------- | --------- |
| 1997 | «How Do U Want It»  | Best Rap Performance by a Duo or Group | Номинация |
| 1999 | «All My Life»       | Best R&B Vocal Performance             | Номинация |
| 1999 | «All My Life»       | Best R&B Song                          | Номинация |

### MTV Video Music Awards
| Год  | Номинируемая работа | Категория              | Результат |
| ---- | ------------------- | ---------------------- | --------- |
| 1998 | «All My Life»       | Best R&B Video         | Номинация |
| 2001 | «Crazy»             | Best Video from a Film | Номинация |

### NAACP Awards
| Год  | Номинируемая работа | Категория                | Результат |
| ---- | ------------------- | ------------------------ | --------- |
| 1999 | K-Ci & JoJo         | Outstanding Duo or Group | Номинация |

### Soul Train Awards
| Год  | Номинируемая работа | Категория                                | Результат |
| ---- | ------------------- | ---------------------------------------- | --------- |
| 1999 | «All My Life»       | Best R&B/Soul Single, Group, Band or Duo | Номинация |